# Soledad Miranda
Soledad Miranda, född Soledad Rendón Bueno 9 juli 1943 i Sevilla, Andalusien, död 18 augusti 1970 i Lissabon, var en spansk skådespelerska.
Hon var ett av sex syskon. Hennes föräldrar var från Portugal. Hon började turnera som flamenco-danserska och -sångerska redan som barn. När hon var 16 år flyttade hon till Madrid för att bli skådespelerska. Sin filmdebut gjorde hon som danserska i musikalen La bella Mimi (1960). Hon medverkade i ett par dussin filmer i olika genrer. Hon spelade också in ett par skivor.
1966 gifte hon sig med José Manuel Simões och året därpå födde hon en son. Hon slutade då tillfälligt arbeta, men återupptog karriären och medverkade bland annat i den spansk-amerikanska filmen Viva Sarita med Burt Reynolds (1969). Vid denna tid inledde hon sitt samarbete med regissören Jess Franco. Hon fick rollen som Lucy i Count Dracula (1970). Hon spelade huvudroller i hans filmer Nightmares Come at Night, Sex Charade, Eugenie De Sade, She Killed in Ecstasy, The Devil Came from Akasava och Vampyros Lesbos, den film hon är mest ihågkommen för idag. I Francos filmer använde hon pseudonymen Susann Korda. 
Hon var på väg hem från semester i Portugal och skulle skriva på ett flerårigt filmkontrakt när hon och hennes man råkade ut för en trafikolycka den 18 augusti 1970. Hennes man överlevde men hon avled några timmar senare på sjukhuset. 
I och med att hennes Franco-filmer släppts på nytt på DVD har hon fått en ny generation fans. 